# Mattias Bjärsmyr
Mattias Bjärsmyr (n. 3 ianuarie 1986 în Gislaved) este un fundaș suedez de fotbal. Din anul 1995 evoluează la clubul IFK Göteborg. Bjärsmyr și-a făcut prima apariție la IFK Göteborg pe 30 mai 2005 în meciul cu IF Elfsborg. Mai târziu, în același an, a devenit titular și a fost nominalizat pentru premiul de cel mai bun jucător suedez nou-venit. Și-a făcut debutul pentru naționala de fotbal a Suediei pe 13 ianuarie împotriva naționalei statului Costa Rica. Bjärsmyr a fost căpitanul naționalei de fotbal sub 21 de ani a Suediei.